# Machři 2
Machři 2 (v anglickém originále Grown Ups 2) je americká filmová komedie z roku 2013. Jde o sequel filmu Machři (2010). Na obou filmech se z velké části podíleli stejní tvůrci. Režisérem byl opět Dennis Dugan, scénář je opět dílem Adama Sandlera a Freda Wolfa (dále se na něm podílel ještě Tim Herlihy). Hudbu opět složil Rupert Gregson-Williams. Hlavní roli Lennyho Federa ve filmu ztvárnil Sandler. Dále ve filmu hráli například Chris Rock, Kevin James, David Spade a Steve Buscemi nebo Shaquille O'Neal v roli policisty Fluzza. Snímek vyprodukovala Sandlerova společnost Happy Madison Productions a distribuovala jej Sony Pictures Releasing.